# Dominick Cruz
Dominick Rojelio Cruz (ur. 3 września 1985) − amerykański zawodnik mieszanych sztuk walki (MMA) pochodzenia meksykańskiego. Były mistrz WEC oraz dwukrotnie UFC w wadze koguciej (do 61 kg).

## Wczesne życie
Urodził się 3 września 1985 roku w San Diego, w Kalifornii i ma meksykańskie pochodzenie. Przez większość dzieciństwa mieszkał ze swoją matką, babcią i bratem w przyczepie kempingowej, w Tucson. W siódmej klasie zaczął trenować zapasy i przez całą szkołę średnią startował wielu zawodach. Po kontuzji, która miała miejsce na ostatnim roku studiów, stracił możliwość otrzymania stypendium na zapasy na Uniwersytecie Północnego Kolorado. Później pracował jako przedstawiciel obsługi klienta w Lowe’s i studiował, aby zostać strażakiem w Community College, zanim został pełnoprawnym zawodnikiem MMA.

## Kariera MMA

### Wczesna kariera
W MMA zadebiutował w 2005 roku. Na początku swojej kariery związał się z organizacją RITC (Rage In The Cage), a później także z Total Combat. Po zwycięstwie w 9 walkach z rzędu podpisał kontrakt z dużą amerykańską organizacją WEC.

### World Extreme Cagefighting

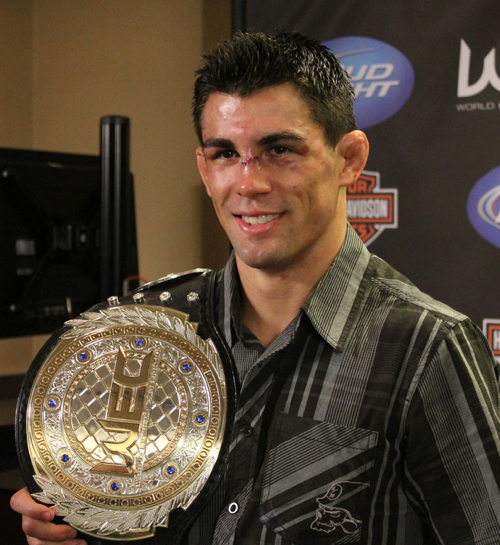
Dominick Cruz po obronieniu tytułu mistrza WEC w wadze koguciej w sierpniu 2010

Cruz zadebiutował w WEC na WEC 26: Condit vs. Alessio, 24 marca 2007 roku. Walczył wtedy o pas mistrzowski w wadze piórkowej (do 66 kg) z Urijahem Faberem. Przegrał przez duszenie gilotynowe w 1. rundzie, doznając swej pierwszej porażki w karierze.
W 2008 roku zadebiutował w wadze koguciej. Po pokonaniu kolejno Charliego Valencii, Iana McCalla, Ivana Lopeza oraz Josepha Benavideza (wszystkie zakończone decyzjami sędziowskimi) zmierzył się z mistrzem wagi koguciej WEC, Brianem Bowlesem. Starcie zakończyło się na korzyść Cruza (TKO po zakończeniu 2. rundy na skutek kontuzji), co oznaczało wejście w posiadanie pasa mistrzowskiego WEC w wadze koguciej.
Po raz pierwszy bronił tytułu w walce rewanżowej przeciwko Josephowi Benavidezowi (WEC 50: Cruz vs. Benavidez 2). Walka zakończyła się decyzją większości na korzyść mistrza.
28 października 2010 roku prezydent organizacji UFC, Dana White ogłosił, że WEC zostanie połączona z UFC, a jej mistrzowie w wagach piórkowej i koguciej staną się automatycznie mistrzami UFC.
Ostatnia gala WEC odbyła się 16 grudnia (WEC 53: Henderson vs. Pettis), a jedną z rozegranych walk był pojedynek Cruza ze Scottem Jorgensenem. Cruz wygrał przez decyzję, tym samym stając się pierwszym w historii czempionem UFC w wadze koguciej.

### UFC
2 lipca 2011 roku stoczył swoją pierwszą walkę w UFC. Jego rywalem był Urijah Faber, a stawką pojedynku był posiadany przez Cruza pas mistrzowski. Cruz obronił go, wygrywając przez jednogłośną decyzję. Następny pojedynek w obronie tytułu stoczył 2 października 2011 roku przeciwko Demetriousowi Johnsonowi na gali UFC Live 6 (UFC on Versus 6: Cruz vs. Johnson). Cruz wygrał przez jednogłośną decyzję sędziowską. W grudniu 2011 został jednym z trenerów w The Ultimate Fighter, gdzie miał walczyć na koniec sezonu z trenerem przeciwnej drużyny Urijah Faberem. Do walki rewanżowej jednak nie doszło z powodu zerwania więzadła krzyżowego w kolanie Cruza która wykluczyła go z rywalizacji na ponad pół roku.
Na początku grudnia 2012 Cruzowi ponownie odnowiła się kontuzja kolana co było równoznaczne z ponowną przerwą w startach. Po półtorarocznej przerwie zaplanowano na 1 lutego 2014 mistrzowski pojedynek Cruza z tymczasowym mistrzem wagi koguciej Renanem Barão, lecz i tym razem do walki nie doszło gdyż 6 stycznia Cruz ponownie nabawił się kontuzji (zerwanie pachwiny). Dana White natychmiast zareagował na kolejną absencję mistrza, odbierając mu tytuł z powodu niemożliwości bronienia go i mianował niekwestionowanym mistrzem Barão.
27 września 2014, po prawie trzyletnim rozbratem z MMA zmierzył się z Japończykiem Takeyą Mizugakim, którego błyskawicznie znokautował w nieco ponad minutę. Dwa miesiące po wygranej nad Mizugakim, Cruz kolejny raz uległ kontuzji zerwania więzadła w kolanie mając już zaplanowane starcie o mistrzostwo z T.J. Dillashawem. Rok później 17 stycznia doszło do oczekiwanej walki Cruz vs. Dillashaw. Pojedynek był na tyle wyrównany, iż sędziowie niejednogłośnie ogłosili zwycięstwo i nowego mistrza – Cruza.
4 czerwca 2016 udanie obronił pas w kolejnym rewanżu przeciwko Urijah Faberowi, natomiast 30 grudnia 2016, zmierzył z Codym Garbrandtem, z którym nieoczekiwanie przegrał jednogłośnie na punkty. Porażka z Garbrandtem przerwała passę trzynastu zwycięskich pojedynków z rzędu Cruza.
Po ponad dwuletniej nieobecności miał zmierzyć się z Robem Fontem na UFC Fight Night 252 w ramach swojej ostatniej walki. W późniejszym czasie Cruz wycofał się z powodu kontuzji barku i zapowiedział przejście na sportową emeryturę.

## Osiągnięcia

### Mieszane sztuki walki
- 2006: Mistrz Total Combat w wadze piórkowej (-66 kg) oraz lekkiej (-70 kg)
- 2010: Mistrz World Extreme Cagefightingw wadze koguciej (-61 kg)
- 2010–2014: Mistrz Ultimate Fighting Championship w wadze koguciej
- 2014: World MMA Awards – Powrót Roku (wznowienie kariery)[12]
- 2015: World MMA Awards – Analityk Roku[13]
- 2016: Mistrz Ultimate Fighting Championship w wadze koguciej